# Евстигнеев, Иван Степанович
Иван Степанович Евстигнеев (7 [20] января 1913 года, село Убинское, Томская губерния — 4 мая 1986 года, Тамбов) — советский военный деятель, полковник. Герой Советского Союза.

## Биография
Иван Степанович Евстигнеев родился 7 (20) января 1913 года в селе Убинское (ныне Убинского района Новосибирской области) в семье рабочего. Получил неполное среднее образование, после чего работал в совхозе.
В 1930 году Евстигнеев был призван в ряды РККА. В 1934 году закончил Омскую военную пехотную школу. С началом Великой Отечественной войны находился на фронте. В 1942 году вступил в ряды ВКП(б).
29-й гвардейский стрелковый полк (12-я гвардейская стрелковая дивизия, 61-я армия) под командованием подполковника Ивана Степановича Евстигнеева овладел селом Любеч, ныне посёлок городского типа Репкинского района Черниговской области и в ночь на 29 сентября 1943 года форсировал Днепр, захватив плацдарм на правом берегу. Наступление полка способствовало общему развитию 12-й гвардейской стрелковой дивизии.
Указом Президиума Верховного Совета СССР «О присвоении звания Героя Советского Союза генералам, офицерскому, сержантскому и рядовому составу Красной Армии» от 15 января 1944 года за «образцовое выполнение боевых заданий командования по форсированию реки Днепр и проявленные при этом мужество и героизм» гвардии подполковнику Ивану Степановичу Евстигнееву присвоено звание Героя Советского Союза с вручением ордена Ленина и медали «Золотая Звезда» (№ 1576).
2 ноября 1944 года полковник Иван Степанович Евстигнеев был назначен на должность командира 218-го гвардейского стрелкового полка (77-я гвардейская стрелковая дивизия, 69-я армия).
После войны Евстигнеев продолжил службу в армии. В 1952 году окончил курсы усовершенствования командного состава.
В 1958 году полковник Иван Степанович Евстигнеев вышел в запас. Жил в Тамбове. Умер 4 мая 1986 года. Похоронен на Воздвиженском кладбище (Тамбов).

## Награды
- Медаль «Золотая Звезда»;
- три ордена Ленина (15.01.1944; 24.03.1945; 30.12.1956);
- три ордена Красного Знамени (21.07.1943; 02.04.1945; 17.05.1951);
- орден Суворова 3 степени (№ 10415 от 03.06.1945);
- орден Александра Невского (№ 577 от 24.01.1943);
- орден Отечественной войны 1 степени (06.04.1985);
- два ордена Красной Звезды (18.07.1942; 06.11.1945);
- Медаль «За отвагу»[источник не указан 2465 дней];
- медаль «За боевые заслуги» (03.11.1944);
- другие медали.